# Френцель, Михал (младший)
Михал Френцель, немецкий вариант — Михаэль Френцель (в.-луж.  Michał Frencel, нем. Michael Frentzel, 14 февраля 1667 года, Будестецы, Лужица, курфюршество Саксония — 1752 год, Воерецы, Лужица, курфюршество Саксония) — лютеранский священнослужитель и лужицкий поэт.

## Биография
Родился 14 февраля 1667 года в семье лютеранского священника и лужицкого писателя Михала Френцеля в городе Будестецы. После окончания гимназии в Будишине с 1690 по 1693 год изучал теологию в Виттенберге. В 1695 году получил научную степень магистра богословия. Возвратившись в Лужицу в 1695 году, служил помощником священника в серболужицкой деревне Чорны-Холмц. Был настоятелем в этой же деревне с 1701 по 1725 год, когда был назначен дьяконом в лютеранском приходе города Войерецы, где служил до своей кончины в 1752 году.
В 1691 году опубликовал в Виттенберге сочинение на латинском языке «De idolis Serborum» (Серболужицкие языческие божества). Писал стихотворения на немецком и верхнелужицком языках. В 1701 году издал сборник стихотворений в честь 50-летнего юбилея своего отца.
Отец лужицкого хрониста Саломона Богухвала Френцеля и младший брат лужицкого писателя Абрахама Френцеля.